# Међународна асоцијација за ваздушни превоз
Међународна асоцијација за ваздушни превоз (енгл. International Air Transport Association, фр. Association internationale du transport aérien), позната по свом акрониму ИАТА (од енгл. IATA), је међународна индустријска трговинска група за авио-компаније. Седиште се налази у Монтреалу, провинција Квебек, Канада, где се такође налази и седиште организације Међународне организације цивилног ваздухопловства (ИКАО) (енгл. International Civil Aviation Organization (ICAO).
Ова асоцијација основана је у априлу 1945. године у Хавани, Куба. Наследник је Међународне уније за ваздушни саобраћај, која је основана 1919. године у Хагу, када су почели први редовни међународни летови у свету. У време оснивања, ИАТА је имала 57 чланова из 31 земље, највише из Европе и Северне Америке. Данас, ИАТА има 290 чланова из више од 120 земаља из свих делова света.
Циљ организације је да помогне авио-компанијама да остваре законску конкуренцију и уједначеност цена. При обрачуну цена, ИАТА је поделила свет на три региона:
1. Северна, Јужна и Средња Америка.
2. Африка, Блиски исток и Европа (ИАТА Европа обухвата Европу и Алжир, Мароко и Тунис).
3. Азија, Аустралија, Нови Зеланд и пацифичка острва.

ИАТА издаје трословне ознаке за аеродроме (на пример за аеродром „Никола Тесла“, Београд: BEG) и двословне ознаке за авио-компаније (на пример за Eр Србија: JU), које су најчешће коришћене ознаке ове врсте у свету. ИКАО такође издаје своје ознаке за аеродроме и авио-компаније.